# بخاخ

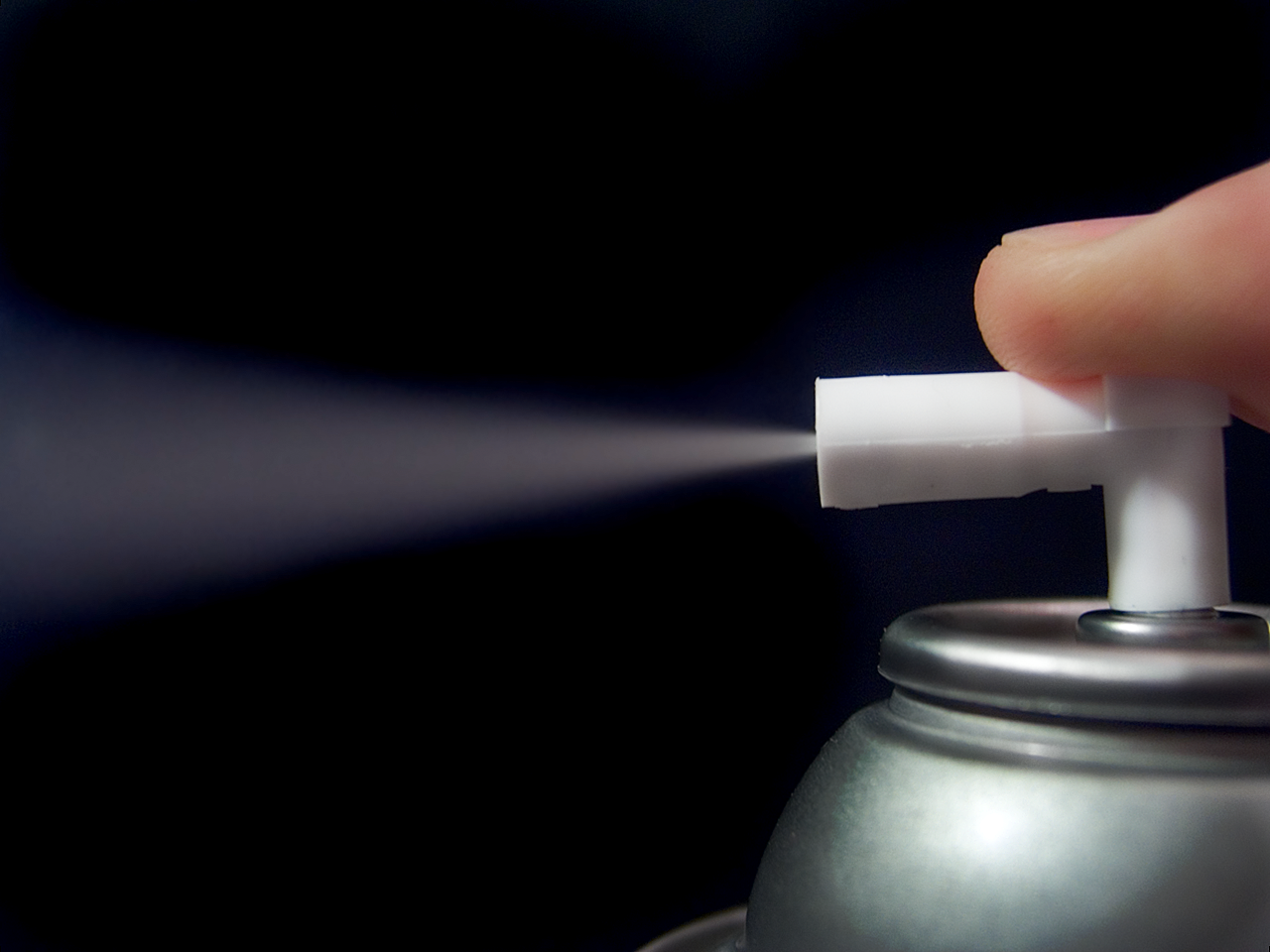
علبة البخاخ الرذاذ.

البخاخ (الجمع: بَخَّخَات) هو وسيلة من أجل تشكيل ضبوب من وسط سائل. غالباً ما تتم العملية من أسطوانة معدنية تكون حاوية على المادة المراد بخها بالإضافة إلى وجود مادة دافعة من غاز، يقوم بنشر المادة السائلة على شكل ضباب معلق في الهواء.
رذاذ البخاخ هو نوع من النظام الذي يخلق أو ينشأ مزيج بخاخ من جزيئات السائل. ويستخدم هذا مع علبة أو زجاجة تحتوي على دافع وتعمل تحت الضغط. عند فتح صمام العلبة، يتم دفع الدافع بقوة من ثقب صغير للخارج، ويظهر كرذاذ أو بخاخ. مع توسع جزيئات الدافع لطرد الحمولة، فقط بعض الجزيئات تتبخر داخل العلبة للحفاظ على ضغط ثابت. خارج العلبة، قطرات من جزيئات الدافع تتبخر بسرعة، وترك الحمولة معلقة كما الجسيمات الدقيقة جدا أو قطرات. سوائل الحمولة النموذجية المصممة بهذه الطريقة هي مبيدات الحشرات ومزيلات العرق والدهانات.
مرذاذ هو جهاز مماثل أن يتم الضغط عن طريق مضخة تعمل باليد بدلا من الطاقة الدافعة المخزنة.

## التاريخ

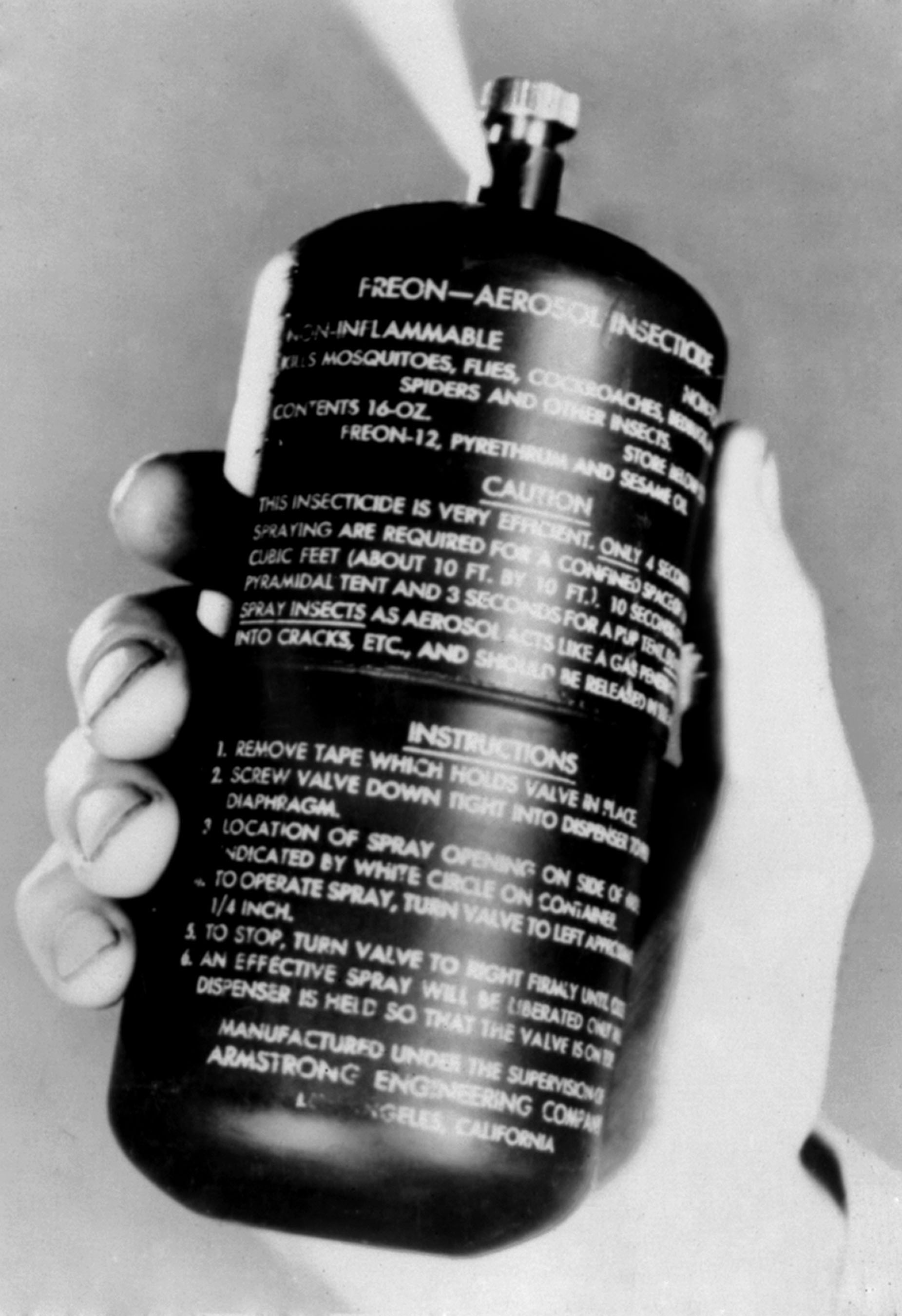
البخاخ المعلق الغازي من الجزيئات الصلبة أو السائلة الدقيقة رذاذ علبة اخترع من قبل الباحثين وزارة الزراعة الأميركية، لايل جودهيو ووليم سوليفان.

يرجع مفهوم البخاخ تقريبا إلى عام 1790. ان رذاذ البخاخ أول براءة اختراع في أوسلو في عام 1927 ويعود بذلك إلى إلى إريك روذيم، وهو مهندس كيميائي النرويجي، ومنحت براءة اختراع للولايات المتحدة اختراع في عام 1931. بيعت حقوق براءات الاختراع لشركة الولايات المتحدة الأمريكية عن 100,000 كرونة نرويجية. وخدمة البريد النرويجية، بوستن نورج، احتفلت بالاختراع من خلال إصدار الطوابع في عام 1998.
في عام 1939، تلقى الأمريكي جوليان س. كاهن براءة اختراع لعلبة البخاخ القابل للإستعمال لمرة واحدة فقط،  ولكن المنتج لا يزال غير متطور إلى حد كبير كانت فكرة كاهن لخلط كريم ودافعة من مصدرين لجعل قشدة في الداخل - وليس البخاخ الجوي الصحيح في هذا المعنى. وعلاوة على ذلك، في عام 1949، وقال انه تنازل عن مزاعمه الأربعة الأولى، والتي كانت أساس له في مطالب البراءة اللاحقة. لم يكن حتى عام 1941 أن رش البخاخ يمكن وضعت لأول مرة لحسن استخدامها من قبل الأمريكيين لايل جودهيو وليم سوليفان، الذين لهم الفضل في اختراع الرذاذ الحديث. يمكن تصميمها من بخاخات القابلة لإعادة التعبئة ويطلق عليها اسم «قنبلة علة»، هو الاصل في العديد من المنتجات البخاخ التجارية الشعبية. ضغط من الغاز المسال، والذي أعطاه الصفات الدافعة الصغيرة، هذا التصميم يمكن المحمولة في تمكن الجنود للدفاع ضد البعوض الحامل للملاريا عن طريق الرش داخل الخيام والطائرات في منطقة المحيط الهادئ خلال الحرب العالمية الثانية.
تلقى جودهيو وسوليفان الميدالية الذهبية الأولى إريك روذيم من الاتحاد الأوروبي لجمعيات البخاخ في 28 أغسطس 1970 في أوسلو، النرويج تقديرا لبراءات الاختراع الخاصة بهم في وقت مبكر والعمل الرائد اللاحق مع البخاخ. في عام 1948، تم منح ثلاث شركات تراخيص من قبل حكومة الولايات المتحدة لتصنيع البخاخ. اثنين من الشركات الثلاث، شركة المنتجات تشيس وكلير التصنيع، لا تزال تصنع البخاخ حتى يومنا هذا. و"crimp-on valve" "، وتستخدم للسيطرة على رش البخاخ في الضغط المنخفض وضعت في عام 1949 من قبل برونكس ورشة ميكانيكا مالك روبرت H. ABPLANALP.
في عام 1974، الدكاترة. فرانك شيروود رولاند وماريو مولينا اقترحا أن مركبات الكلوروفلوروكربون، بالإمكان استخدامهم كمادة دافعة في الرش بالرذاذ، ساهم هذا الاقتراح في استنزاف طبقة الأوزون الأرض. وردا على هذه النظرية، أصدر الكونغرس تعديلات على قانون الهواء النظيف في عام 1977 مرخصة وكالة حماية البيئة لتنظيم وجود مركبات الكربون الكلورية فلورية في الغلاف الجوي. برنامج الأمم المتحدة للبيئة ودعا للبحث طبقة الأوزون في نفس العام، و، في عام 1981، أذن اتفاقية إطارية عالمية لحماية طبقة الأوزون و. وفي عام 1985، نشر جو فارمان، براين G. جاردينر، وجون شانكلين أول ورقة علمية تتضمن تفاصيل عن ثقب في طبقة الأوزون. وفي نفس العام، تم التوقيع على اتفاقية فيينا ردا على تصريح للامم المتحدة. بعد ذلك بعامين، تم التوقيع على بروتوكول مونتريال، الذي ينظم إنتاج مركبات الكربون الكلورية الفلورية رسميا. ودخلت حيز التنفيذ في عام 1989. اخرجت الولايات المتحدة رسميا من مركبات الكربون الكلورية فلورية في عام 1995

## جزيئات الدافع بالبخاخ
إذا امتلأت علب البخاخ ببساطة بالغاز الطبيعي المضغوط، فإنه إما يحتاج إلى أن يكون في ارتفاع ضغط خطير ويتطلب تصميم خاص أوعية الضغط (كما هو الحال في اسطوانات الغاز)، أو أن كمية الغاز في العلبة أن تكون صغيرة، وسوف تستنزف بسرعة. عادة ما يكون الغاز هو بخار السائل وتكون درجة غليانه أقل من درجة حرارة الغرفة بقليل. وهذا يعني أنه داخل العلبة المضغوطة، يمكن أن يوجد البخار في حالة توازن مع السائل في الجزء الأكبر تحت ضغط أعلى من الضغط الجوي (وقادرة على طرد حمولة)، ولكن ليست عالية بشكل خطير. عند خروخ الغاز، يتم استبداله على الفور عن طريق تبخير السائل. ذلك بان جزيئات الدافع تكون موجودة في شكل سائل في العلبة، يجب أن تكون غير قابلة للامتزاج مع الحمولة أو محلولة في الحمولة. في منافض الغاز، تعمل جزيئلا الدافع نفسها بمثابة الحمولة يمكن لجزيئات الدافع في منافض الغتز ان لا تكون «الهواء المضغوط» كما يفترض أحيانا، ولكن عادة ما يكون haloalkane.
تم استخدام مركبات الكربون الكلورية فلورية كمادة دافعة لمرة واحدة، ولكن منذ بدء بروتوكول مونتريال حيز التنفيذ في عام 1989، فقد تم استبدالها في كل بلد تقريبا بسبب الآثار السلبية مركبات الكربون الكلورية فلورية على طبقة الأوزون في الأرض. وكانت البدائل الأكثر شيوعا هي خليط من الهيدروكربونات المتطايرة، وعادة البروبان، البوتان ن وايزوبيوتين. كما تستخدم ثنائي ميثيل إيثر (DME) وميثيل إثيل الأثير. كل هذه لديها عيب كونها قابلة للاشتعال. يتم استخدام أكسيد النيتروز وثاني أكسيد الكربون أيضا لتقديم المواد الغذائية (على سبيل المثال، قشدة ورذاذ الطبخ). البخاخات الطبية مثل أجهزة الاستنشاق الربو تستخدم hydrofluoroalkanes (HFA): اما HFA 134a (1,1,1,2,-tetrafluoroethane) or HFA 227 (1,1,1,2,3,3,3-heptafluoropropane أو مزيج من الاثنان. بخاخ مضخة يدوية يمكن استخدامها كبديل للدافعة المخزنة.
قد تتغير الحالة المذكورة أعلاه كما تظهر التكنولوجيا الجديدة. وقد وضعت عائلة براءة اختراع جديدة لصمامات البخاخ من قبل مجموعة أبحاث البخاخ في جامعة سالفورد (UK)، وهذه الصمامات تولد bubbly flow' "داخل علب البخاخ، وذلك باستخدام الهواء المضغوط أو الغاز خامل. ويجري حاليا جلب هذه التكنولوجيا إلى السوق من خلال شركة صمام سالفورد ('Salvalco'). 'Packaging Today' & 'Packaging Europe News'6 March 2015
وقد وضعت شركة أخرى في المملكة المتحدة (42 التقنية) براءة اختراع التكنولوجيا لتوليد سحب متفرقة أكثر دقة باستخدام قرص من مادة فائقة الكراهية للماء داخل المضخة اليدوية

## التغليف

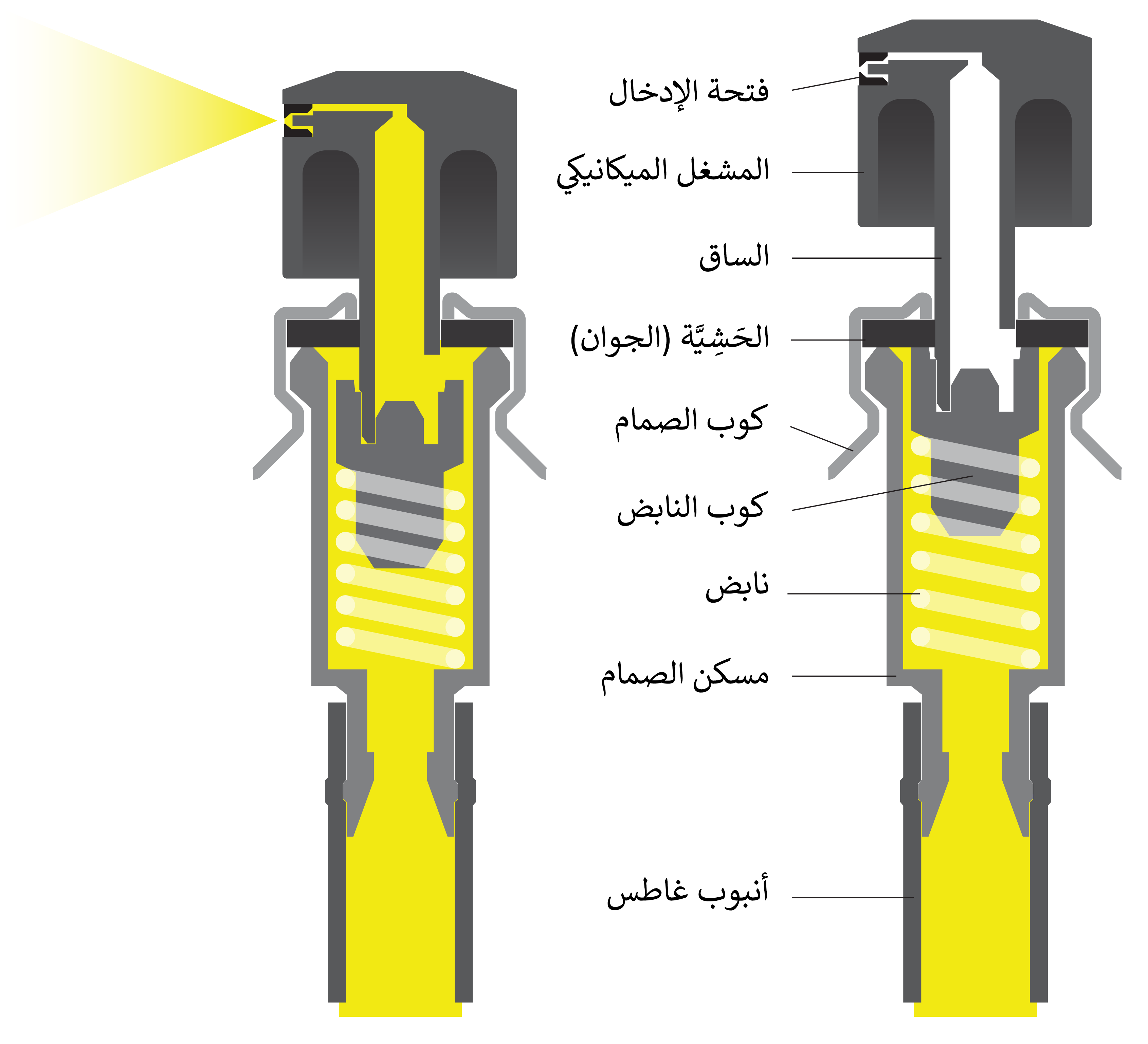
أي نظام صمامِ طلاءِ مثاليِ سَيكونُ عِنْدَهُ صمام "نسائي"، الجذع يَكُونَ جزءَ من المشغّلِ الأعلى. الصمام يُمكنُ أَنْ يَكُونَ قَبْلَ مُتجمّعَ بكأسِ الصمامَ ويُمْكِنُ أَنْ كقطعة واحدة، قبل مالِئةِ الضغطِ. إنّ المشغّلَ يضاف لاحقاً

مُنتَجات رذاذِ البخّاخةِ الحديثةِ لَها ثلاثة أجزاءِ رئيسيةِ: العلبة، الصمام والمشغّل أَو الزرّ. العلبة عموماً تكون lacquered tinplate (فولاذ مَع طبقة العلبةِ) وقَدْ تُصْنَعُ من اثنان وثلاثة مِنْ قِطَعِ المعدنِ عَقصتَا سوية. علب الاألمنيومِ مشهورة وتَستعملُ عموماً للمُنتَجاتِ الأغلى. إنّ الصمامَ يُعْقَصُ إلى حافةِ العلبةِ، وهذا التصميم المكوّنِ مهمُ في تَقْرير نسبةِ الرذاذَ. إنّ المشغّلَ يضغط مِن قِبل المستعملِ لكي يَفْتحَ الصمامَ؛ يغلق الصمامَ ثانيةً متى هو ازال الضغط عنه. الشكل وحجم الخرطومِ في المشغّلِ يُسيطرانِ على انتشارِ رذاذِ البخّاخةَ.

## بدائل التعبئة والتغليف غير البخاخ
بحكم التعريف، الرش بالرذاذ تطلق بالدافع أثناء الاستخدام. وتشمل بعض البدائل غيرالبخاخ ما يلي الرمز أدناه.
التغليف الذي يَستعملُ نظام مانعِ مكبسِ بصناعاتِ CCL Industries or EarthSafe by Crown Holdings يَختَارانِ في أغلب الأحيان إلى حدٍ كبير للمنتجات عالية اللزوجة مثل الجل بعد رغوة الشعر والكريمات والمستحضرات سميكة وانتشارات الغذاءِ والمنتج الصناعي ومانعاتِ التسرب. إنّ المنفعةَ الرئيسيةَ هذا النظامِ بأنّه يُزيلُ نفاذ غازَ ويؤكد افتراقَ المُنتَجِ مِنْ الدافع، والحفاظ على نقاء وسلامة صياغة طوال فترة المستهلك. يوفر نظام الحاجز مكبس أيضا معدل تدفق ثابت مع الحد الأدنى من الاحتفاظ المنتج.
نوع آخر من نظام التركيب هو صورة كيس أو حقيبة على اساس صمام نظام
- www.bagonvalve.com/wp-content/uploads/2013/02/DSC_8724.jpg

حيث يتم فصل المنتج من عامل الضغط بإحكام مختومة، والحقيبة مغلفة متعددة الطبقات، التي تحافظ على سلامة كاملة صياغة بحيث يتم تركيب المنتج النقي فقط. ومن بين فوائده عديدة نظام حقيبة في علبة يزيد من العمر الافتراضي للمنتج، هو مناسبة لجميع الاستخدامات، (360 درجة) تركيب ذات توزيع هادئ بدون
تبريد . ويستخدم هذا النظام حقيبة في علبة في التعبئة والتغليف الصيدلانية والصناعية والمنزلية ورعاية الحيوانات الأليفة وغيرها من المنتجات التي تتطلب الفصل التام بين المنتج وجزيئات المادة الدافعة.
وهناك تطور جديد هو (2.K.) (اثنين مكون) البخاخ. جهاز البخاخ (2K ..) له المكون الرئيسي مخزن في الغرفة الرئيسية والعنصر الثاني يتم تخزينه في وعاء التبعي أو الإضافي. عندما ينشط هذا التطبيق (2K...) عن طريق كسر العلبة الإضافية، فيحدث مزج للعنصرين و (2.K..) علبة البخاخ له ميزة لتسليم المخاليط المتقاعلة . وعلى سبيل المثال، علبة (2K..) خليط التفاعل تستخدم كتلة جزيئية أحادي المونمر الصغيرة وقليل الوحدات ومركب البوليمر اللذي كتلته صغيرة لتجعل الخليط النهائي ترتبط بجزيئات البوليمر عالية الوزن الجزيئي. (2K...)علبة البخاخ يزيد المحتويات الصلبة وتقديم منتجات البوليمر عالية الأداء، مثل الدهانات التي يمكن علاجها، والرغوة، والمواد اللاصقة.

## مخاوف تتعلق بالسلامة

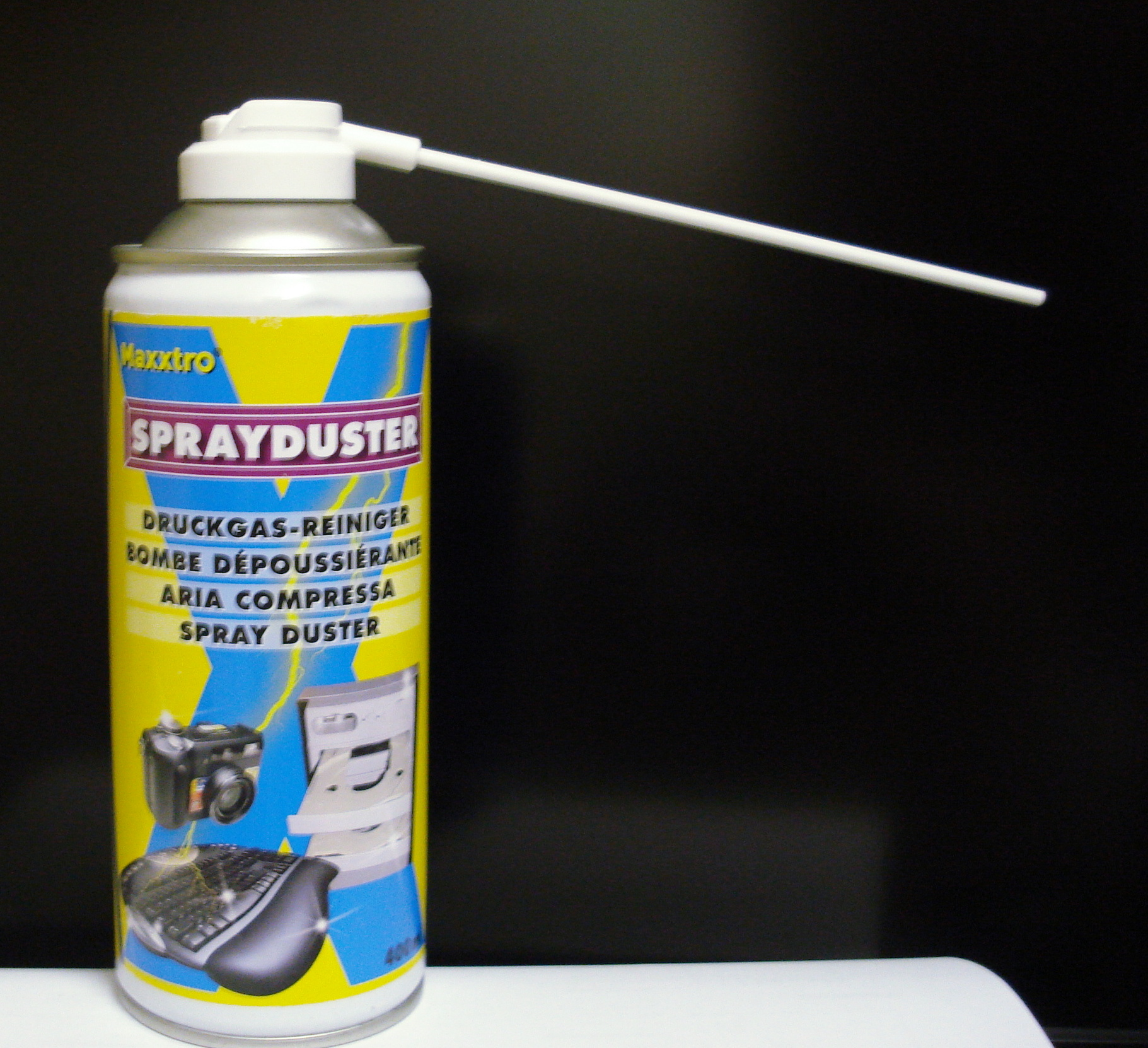
الهواء المعلب / منافض لا تحتوي على الهواء، وتشكل خطرا، وتكون قاتلة، عند الإستنشاق.

هناك ثلاثة مجالات رئيسية الصحية المرتبطة بعلب البخاخ:
- استنشاق المتعمد للمحتويات لتحقيق التسمم من الطاقة الدافعة، والمعروف أيضا مواد التنشق أو «النفخ». وصفها بأنها «الهواء المعلب» أو «علب من الهواء المضغوط» يمكن تضليل الجهلة يعتقدون أنهم غير مؤذية. لدى سنوبس ديه تقارير متعددة عن الوفيات الناجمة عن سوء الاستخدام.[17]
- حرق البخاخ يمكن أن يكون سبب الإصابات التي تكون بسبب رش البخاخ مباشرة على الجلد، في ممارسة تسمى أحيانا «صقيع». توسع ثابت الحرارة يسبب محتويات البخاخ لتبرد بسرعة عند الخروج من العلبة.[18]
- والجزيئات في البخاخات وعادة ما تكون مزيج من الغازات القابلة للاشتعال والمعروف أنها تسبب الحرائق والانفجارات.[19]

في الولايات المتحدة، وتعتبر البخاخات غير الفارغة فضلات خطرة 